# آلفين مكدونالد
ألفين فرانك ماكدونالد (1873 - 15 ديسمبر 1893)، هو أحد أوائل مستكشفي الكهوف في الولايات المتحدة، عمل كمرشد سياحي من عام 1889 إلى عام 1893 لما أصبح يطلق عليه فيما بعد (متنزه ويند كيف الوطني في داكوتا الجنوبية) وهو موطن سادس أطول نظام كهفي في العالم.
منذ أن كان عمره 16 عامًا وحتى وفاته في سن العشرين، اكتشف ماكدونالد ورسم أول 8 إلى 10 أميال (13 إلى 16 كم) من كهف الرياح باستخدام ضوء الشموع. كان عمل ماكدونالدز شاملاً ورائدًا للغاية بالنسبة لعصره، لدرجة أنه لم يتم اكتشاف ممرات جديدة مهمة في كهف الرياح إلا في عام 1963، أي بعد سبعة عقود من وفاته.